# Грб Камбоџе
Грб Камбоџе је званични хералдички симбол државе Краљевина Камбоџа. Грб је усвојен 1953. године, након проглашења независности Камбоџе од Француске. Био је ван употребе од 1970, све до 1993. године, кад је поновно враћен у употребу.
Чувари штита су два краљевска лава, који придржавају краљевске кишобране са пет спратова. Кишобрани су симбол краља и краљице. Између кишобрана се налази краљевска круна изнад које је зрака светлости. Испод круне се налази симбол Уналоме, односно два калежа један на другом, а на њима свети мач. На плавој траци исписано је државно гесло Preah Chao-Krung-Kampuchea, у преводу Краљ краљевине Камбоџе.

## Историјски грбови
Свргавањем монархије и успоставом Кмерске Републике 1970, краљевски грб је замењен грбом златне боје, на којем су се налазили снопови пшенице и храм Ангкор Ват.
Доласком Црвених Кмера на власт 1975, односно проглашењем Демократске Кампућије, у употребу је ушао нови грб са социјалистичким мотивима. Грб су окруживали клипови кукуруза, а унутар тога налазио се приказ хидроцентрале, поља риже и фабрике у позадини. Клипови су били повезани црвеном траком на којој је било исписано државно гесло.
Падом Црвених Кмера и проглашењем НР Кампућије, у употребу је ушао грб окружен сноповима пшенице, а мотиви унутар њега били су зупчаник, симбол радничке класе и индустрије, класје риже и стилизовани приказ храма Ангкор Ват.
Током владавине прелазне владе, УНТАК-а, од 1992. до 1993. у употреби је био грб са мотивима маслинових грана, сунцем и храмом Ангкор Ват.